# Moulin de Buré
Pour les articles homonymes, voir Buré (homonymie).
Le moulin de Buré est un moulin du XIXe siècle situé à Buré dans le département français de l'Orne, en Normandie. 

## Localisation
Le moulin est situé  au lieu-dit Moulin de Buré à Buré, sur la Sarthe.

## Historique
Ce moulin à farine est bâti au XIXe siècle, plus précisément en 1854.
Le moulin, avec l'ensemble de son outillage intérieur, est inscrit aux monuments historiques par un arrêté du 1er juin 1995.